# Castell Henllys
Castell Henllys (galés, "castillo de la antigua corte") es un importante lugar arqueológico en el norte de Pembrokeshire, Gales, entre Newport y Cardigan. 
Este fuerte elevado en una colina de la Edad de Hierro ha sido objeto de una excavación en curso durante veinte años, acompañada de un ejercicio de reconstrucción que la arqueología experimentos en la prehistoria se han practicado la agricultura. 
Cuatro casas circulares y un granero se han reconstruido en sus cimientos originales de la Edad del Hierro.
Durante el verano, el sitio funciona como una excavación de formación para jóvenes arqueólogos.
El sitio es una atracción popular y es propiedad del parque nacional Pembrokeshire Coast.